# Валерия (станция радиотехнической разведки)
Ста́нция радиотехни́ческой разве́дки и пасси́вной лока́ции (СРТР) «Вале́рия» — средство разведки и пассивной локации воздушных целей и постановщиков активных помех по излучениям их радиоэлектронных средств.
СРТР стоит на вооружении служб радиоразведки Генерального штаба и видов Вооруженных Сил России, сил ПВО ВВС России.
Используется, в том числе, для поддержки средств истребительной авиации и Зенитно-ракетных комплексов средней и большой дальностей в условиях сложных помех, применения противником высокоточного оружия и противорадиолокационных ракет.
В 2005 году ОАО «Лантан» проводило работы по созданию радиолокационного межвидового многопозиционного комплекса РТР «Валерия-Э» (экспортный вариант) и РЛС с кольцевой фазированной решёткой. ОАО «Лантан» в настоящее время проходит процесс включения в структуру Концерна ПВО «Алмаз-Антей».

## Тактико-технические характеристики
- Диапазон — 0,15 — 18 ГГц; (0,15 — 48 ГГц)
- Диапазон прослушивания УКВ связи — 100—500 МГц
- Зона обзора:
  - по дальности — 0 — 500 км
  - по азимуту — круговая (0 — 360°)
  - по высоте — 30 — 40 км
- Максимальная дальность обнаружения целей по собственным излучениям и постановщиков активных помех
  - на высоте 10 м — 30 км
  - на высоте 50 м — 50 км
  - на высоте 100 м — 60 — 70 км
  - на высоте 10000 м — 450—500 км
  - по целям AN/APY-1 м — 800—850 км (до 1000 км при наличии прямой видимости) Начало производства 1983
- Точность определения местоположения по сигналам БРЛС:
  - по дальности — 0,5 — 0,7 км
  - по азимуту — 1 — 4 угл. мин.
  - по высоте (усредненная по трассе) на участке 0 — 250 км — 500—800 м
  - по высоте (усредненная по трассе) на участке 0 — 500 км — 2000—2500 м
- Количество одновременно сопровождаемых целей — до 200
- Выдаваемая информация — трассы, параметры траекторий движения и типы целей и ПАП
- Потребляемая мощность — не более 16 кВт
- Среднее время наработки на отказ — 2000 ч
- Дежурная смена для мобильного варианта — 5 чел.
- Количество транспортных единиц для мобильного/перевозимого варианта — 6/5